# Mormonia desperata
Mormonia desperata là một loài bướm đêm trong họ Noctuidae.